# Montezuma Castle National Monument
Montezuma Castle er et National Monument i staten Arizona i USA. Monumentet ligger nær byen Camp Verde ikke langt fra Interstate Highway 17 omkring 90 km syd for Flagstaff.
Monumentet omfatter nogle meget velbevarede klippebyggerier (cliff-dwellings) opført af sinaguafolket omkring år 700. Flere af Hopistammens klaner, som i dag bor noget nordligere i Arizona fører deres rødder tilbage til området omkring Montezuma Castle. Disse klaner vender med mellemrum tilbage til deres "tidligere hjemstavn" for at udføre religiøse ceremonier.
Da europæiske indvandrere opdagede bygningerne i 1860'erne, opkaldte de dem efter Montezuma (egentlig Moctezuma) II den aztesiske kejser (af Mexico). Europæerne troede fejlagtigt at kejseren havde forbindelse til opførelsen af bygingerne. Imidlertid er ingen af navnets to dele korrekte. Sinaguafolket, som rettelig opførte bygningerne var forsvundet 100 før Montezuma blev født, og stedet var ikke en borg eller et slot. Det var simpelthen almindelig beboelse.

## Historie
Montezuma Castle ligger nær toppen af en klippe i Verde Valley og er en af de bedst bevarede klippebebyggelser i Nordamerika. Indtil 1125 levede sinaguafolket i bakkerne nær bebyggelsen, hvor man dyrkede landbrug, som var stærkt afhængigt af regn. Efter 1125 slog sinaguaerne sig ned i Verde dalen og begyndte at udnytte det overrislingssystem som tidligere beboere af Hohokamfolket havde anlagt. Den sidste kendte sinaguatilstedeværelse stammer fra omkring 1425, hvorefter stammen forsvandt fra området. Den egentlige årsag til at sinaguafolket forlod området er ikke kendt, men man gætter på, at krig, tørke og sammenstød med det nyligt indvandrede Yavapaifolk, kan have været blandt årsagerne.

## Bygningerne
Den store bygning er bygget af sten og mørtel. Den har fem etager og 20 rum, og man antager at der har boet omkring 50 mennesker. Et naturligt klippeudhæng skærmer bygningen mod regn. "Slottet" blev hugget ind i kalkstensvæggen på en høj klint. Dette viser at sinaguafolket var dygtige bygningshåndværkere. Bygningens placering betød at man måtte anvende stiger, for at komme op eller ned til den, hvilket gjorde det meget svært for fjendtlige stammer at trænge ind i bygningen.
Et andet sted på klippen er der spor af en endnu større bygning, som nu er forsvundet, og der er også spor af nogle mindre bygninger.
Bygningen har været udsat for omfattende plyndringer, og der er kun fundet få originale genstande, men ved opdagelsen af "Castle A", det nu forsvundne byggeri, i 1933, blev der gjort mange fund.

## Nationalt monument
Området blev erklæret National Monument den 8. december 1906. Stedet var et af de fire steder, som præsident Theodor Roosevelt udpegede umiddelbart efter at Antiquities Act, den lov som gav præsidenten ret til at oprette National Monuments, blev vedtaget. De øvrige var Devils Tower National Monument i Wyoming, El Morro National Monument i New Mexicxo og Petrified Forest National Monument, nu Petrified Forest National Park i Arizona. I 1966 blev Montezuma Castle optaget i National Register of Historic Places.
En ca. 400 m lang, asfalteret sti fører i dag rundt langs foden af klippen. Herfra kan man nyde synet af ruinerne. Indtil 1950'erne kunne man besøge disse, men denne mulighed blev stoppet, da ruinerne led for stor skade. Langs stien er opsat skilte, der dels fortæller om bygningerne og sinaguafolket, dels om nogle af de planter, der findes i området. Omkring 350.000 mennesker besøger stedet årligt.
Stedes besøgscenter har et lille museum om sinaguafolket og de redskaber, de benyttede til at bygge klippebyggeriet. Her man kan man se mange sinaguagenstande, som fx værktøj af sten, kværnsten bnrugt til formaling af korn, nåle af ben, og pyntegenstande af skaller og ædelsten, som viser at sinaguaerne var dygtige håndværkere.

## Montezuma Well
Montezuma Well er et naturligt jordfaldshul nær Rimrock, Arizona ca. 18 km nordøst for Montezuma Castle. Omkring 5 millioner liter vand løber hver dag ud i hullet gennem to underjordiske kilder. "Brønden" er omkring 112 meter i diameter og 17 meter dyb.
Yavapaifolket tror, at de kom til denne verden gennem kilden, som derfor er et meget helligt sted for dette folk.
Vandet er kulsyreholdigt og har et højt indhold af arsenik. Alligevel er der liv. I "brønden" lever mindst fem endemiske arter (arter som ikke lever andre steder i verden): en kiselalge, en springhale, et insekt af nepidae familien (vandskorpioner), en tangloppe (Hyalella montezuma) og en igle (Erpodbella montezuma). Det er det største antal endemiske arter i nogen kilde i det sydvestlige USA. Kilden er også hjemsted for en lille ferskvandssnegl (Pyrgulopsis montezumensis).
Overløbsvand fra kilden har været brugt til overrisling siden det 8. århundrede. En del af en forhistorisk kanal er bevaret til i dag, og en del af sinaguaernes kanal anvendes fortsat.
Stedet var forholdsvis ukendt indtil 1878, hvor Richard J. Hinton offentliggjorde en bog: "Handbook to America", hvor den blev beskrevet. I 1968 var Montezuma Well genstand for den første undervandsarkæologiske undersøgelse nogensinde der blev udført i et Af USA's beskyttede områder.
I de seneste år er kilden blevet invaderet af en invasiv art vandplante, Illinois Pondweed, og det kræver ugentlig bortfjernelse af denne, at holde vandet i kilden flydende. 

## Eksterne links
- National Park Service's offivcille hjemmeside om Montazuma Castle
- Artikel om Montezuma Castle's 100 års jubilæum som National Monument
- Historien aom Montezuma Well af Jack Beckman Arkiveret 19. maj 2011 hos  Wayback Machine

34°36′47″N 111°50′24″V / 34.61306°N 111.84000°V